# Варваровка (Саратовская область)
Варваровка — село в Пугачёвском районе Саратовской области России. Входит в состав Заволжского муниципального образования.

## История
В «Списке населённых мест Самарской губернии по данным 1859 года» населённый пункт упомянут как владельческая деревня Варваровка Николаевского уезда (1-го стана) при реке Большой Иргиз, расположенная в 13 верстах от уездного города Николаевска. В деревне имелось 45 дворов и проживало 478 жителей (249 мужчин и 229 женщин).

Согласно «Списку населённых мест Самарской губернии по сведениям за 1889 год» в деревне, относившейся к Каменской волости, насчитывалось 115 дворов и проживало 664 человека (русские, православного и старообрядческого вероисповеданий). В Варваровке имелось имение княгини М. А. Оболенской и две ветряные мельницы.
По данным 1910 года в деревне Варваровка имелось 145 дворов и проживало 815 человек (400 мужчин и 415 женщин). Функционировали церковно-приходская школа и пять ветряных мельниц.

## География
Село находится в западной части района, в степной зоне, в пределах Сыртовой равнины, на правом берегу реки Большой Иргиз, на расстоянии примерно 12 километров (по прямой) к юго-западу от города Пугачёв. Абсолютная высота — 25 метров над уровнем моря.

Часовой пояс
Село Варваровка, как и вся Саратовская область, находится в часовой зоне МСК+1. Смещение применяемого времени относительно UTC составляет +4:00.

## Население
| 2002 | 2010 |
| ---- | ---- |
| 99   | ↗119 |

Гендерный состав
По данным Всероссийской переписи населения 2010 года в гендерной структуре населения мужчины составляли 48,7 %, женщины — соответственно 51,3 %.
Национальный состав
Согласно результатам переписи 2002 года, в национальной структуре населения русские составляли 91 % из 99 чел.

## Улицы
Уличная сеть села состоит из трёх улиц.